# Endurance (philosophie)
Pour les articles homonymes, voir Endurance (homonymie).
Dans la terminologie de la métaphysique analytique, l'endurance désigne une façon d'exister dans le temps. Elle caractérise le mode de persistance des objets en tant qu'ils sont des substances qui « endurent », autrement dit, en tant qu'ils subsistent ou existent tout entier à chaque instant du temps.
En ce sens, l'endurance concerne les objets qui ont des parties spatiales ou corporelles, mais qui n'ont pas de parties temporelles, puisque les objets qui endurent existent intégralement à chaque instant du temps. La notion contraire est celle de perdurance, et concerne les processus ou événements qui « perdurent » en ayant un parcours continu  d'existence sur la ligne du temps.